# Caminos del Chaco
Caminos del Chaco es una película documental de Argentina filmada en colores dirigida por Alejandro Fernández Mouján sobre su propio guion que se estrenó el 11 de marzo de 1999.

## Sinopsis
Documental sobre la región chaqueña enfocado en los puntos de vista de un hombre de origen toba y un conservacionista, sobre la postergación que sufre la población, la tala indiscriminada de árboles, la matanza deportiva de animales y las promesas gubernamentales incumplidas.

## Reparto
Intervinieron en la película:
- Alejandro Fernández Mouján… voz desde fuera de cámara.
- Omar Fantini... voz desde fuera de cámara.

## Testimonios
- Oreste Otazo
- Laurencio Rivero
- Tomasa Ruiz
- Julio Gracia
- Juan Barreiro
- Juan Leiva

## Comentarios
Pablo Marazzi en Sin Cortes escribió:

«El rigor del mensaje concreta una lastimosa denuncia que, por supuesto, nadie escuchará.»

Quintín en El Amante del Cine  escribió:

«…el film demuestra que hay muchas Argentinas secretas disponibles, pero poca idea de cómo estructurarlas desde una poética cinematográfica y no desde la exposición inerte del material.»

Aníbal M. Vinelli en Clarín dijo:

«a medida que avanza la narración, con una soltura y sencillez que el espectador habrá de agradecer, la historia adquiere contornos más dramáticos.»

Manrupe y Portela escriben:

«Retrato sensible de la postergación de todo un pueblo y la deforestación de la región chaqueña. La usurpación, la depredación y las promesas del gobierno, entre el monte y el río están presentes en cada retrato narrado en un estilo visual que suma algo de nostalgia a la denuncia. Una saludable excepción dentro de un género en el que el contenido suele dejar de lado lo estético.»